# Erich Kästner
Emil Erich Kästner (pronunție: [e-rih kest-năr]; n. 23 februarie 1899, Dresda, Regatul Saxoniei – d. 29 iulie 1974, München, RFG) a fost un scriitor și cabaretist german. În Germania Kästner este încă și azi foarte popular, dar pe plan mondial nu este la fel de cunoscut. Chiar și în spațiul vorbitorilor de limbă germană Kästner este cunoscut în principal ca un autor de carte pentru copii, deși opera sa include o mare varietate de genuri literare precum romane, piese de teatru, eseuri, schițe, scenarii de film, nuvele și poezii.

## Viața

### Copilăria și adolescența - Dresda (1899 - 1919)
Scriitorul și-a petrecut copilăria pe strada Königsbrücker din cartierul Äußere Neustadt, din Dresda. Aproape de această stradă a fost  casa unchiului său Franz Augustin unde astăzi, la parter, este situat muzeul Erich Kästner (strada Antonstraße din Albertplatz). 

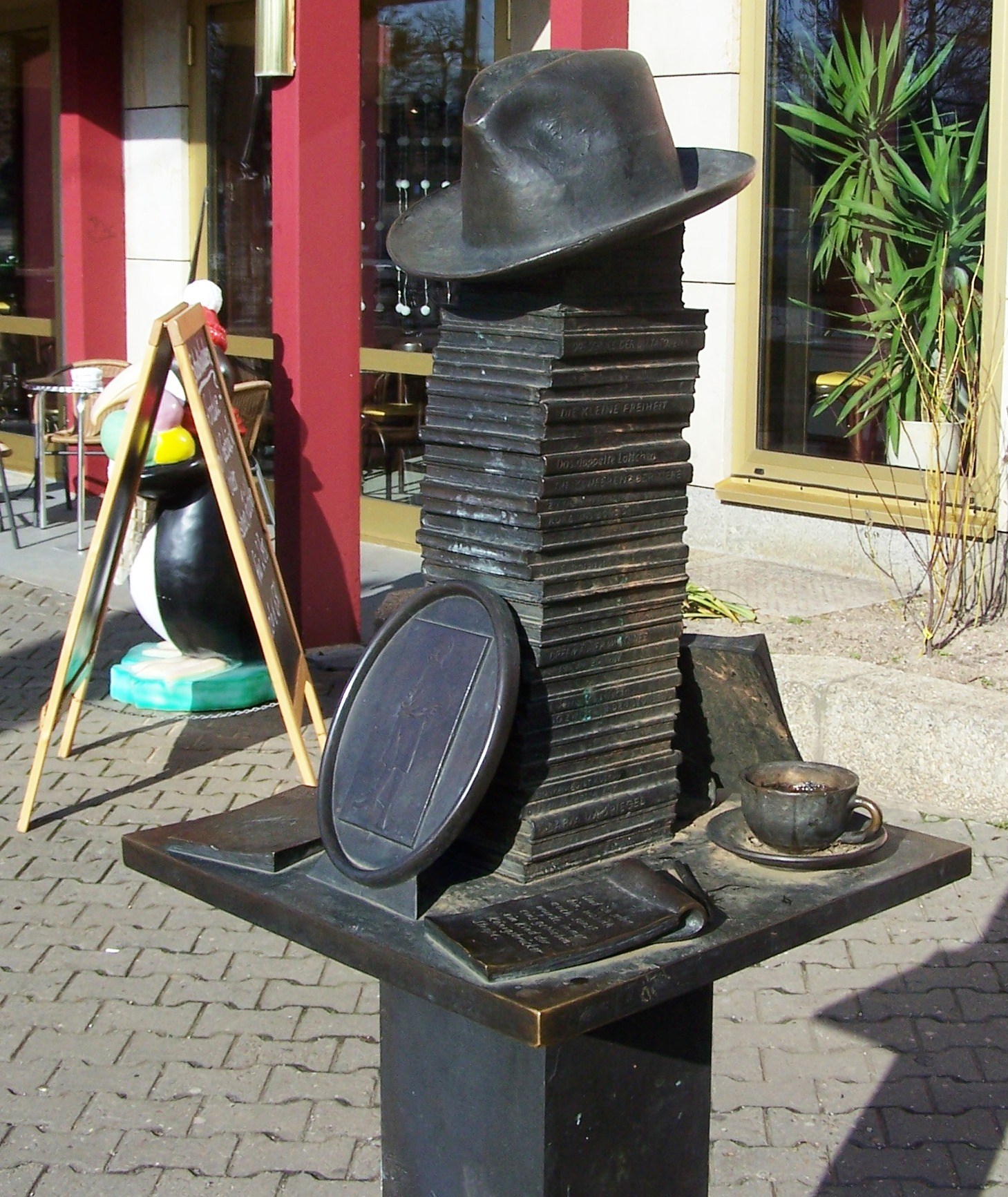
Statuie în Albertplatz, dedicată scriitorului

Tatăl lui, Emil Kästner,  a fost maistru șelar (confecționa șei pentru cai). Mama lui, Ida Kästner, născută Augustin, a fost casnică și lucra ca frizeriță pentru a suplimenta venitul soțului său. Erich a avut o relație deosebit de apropiată cu mama lui. În timpul său liber, în timp ce a locuit la Berlin și Leipzig, i-a scris zilnic o mulțime de scrisori și cărți poștale. În multe dintre romanele lui este vorba despre mame și copiii lor. Au fost zvonuri că tatăl lui natural nu a fost Emil Kästner ci mai degrabă Emil Zimmermann (1864-1953). Aceste zvonuri nu au fost confirmate niciodată. Scriitorul a scris despre copilăria sa, în autobiografia din 1957 („Als ich ein kleiner Junge war”).
În 1913, Erich Kästner a intrat la școala pedagogică din Dresda, de unde s-a retras în 1916 cu puțin timp înainte de finalizarea cursurilor. Ar fi putut ajunge învățător. Mai multe detalii despre copilăria sa sunt redate în cartea Das fliegende Klassenzimmer („Clasa zburătoare”).
În 1914, la vârsta de 15 ani, a izbucnit primul război mondial. Kästner a fost recrutat în 1917 și a făcut parte dintr-o companie de artilerie grea. Kästner a avut un prieten foarte bun, Waurich, căruia i-a dedicat poezia „Sergent Waurich”. La sfârșitul războiului s-a întors la școală și și-a dat bacalaureatul. L-a luat cu distincția  „Das Goldene Stipendium der Stadt Dresden” (Bursa de aur a orașului Dresda).
În 1955 și-a publicat autobiografia. În prima parte a cărții a scris: „Der Weltkrieg hatte begonnen, und meine Kindheit war zu Ende” („Războiul mondial a început iar copilăria mea s-a sfârșit”).

### Studiile universitare - Leipzig (1919 - 1927)
În toamna anului 1919, în Leipzig, a început studii de istorie, filosofie, și studii de teatru. Din cauza inflației și a situației financiare dificile a avut mai multe locuri de muncă.
În 1925  a obținut doctoratul cu tema „Frederic cel Mare și literatura germană”. Studiul și l-a finanțat din propriile venituri ca jurnalist și critic de teatru pentru ziarul „Neue Leipziger Zeitung”.
În 1927 și-a dat demisia și în același an s-a mutat la Berlin unde, sub pseudonimul „Berthold Bürger” a continuat să scrie în același ziar („Neue Leipziger Zeitung”). Mai târziu a publicat și sub multe alte pseudonime (precum „Melchior Kurtz”, „Peter Flint” sau „Robert Neuner”).

### Perioada interbelică - Berlin (1927 - 1933)

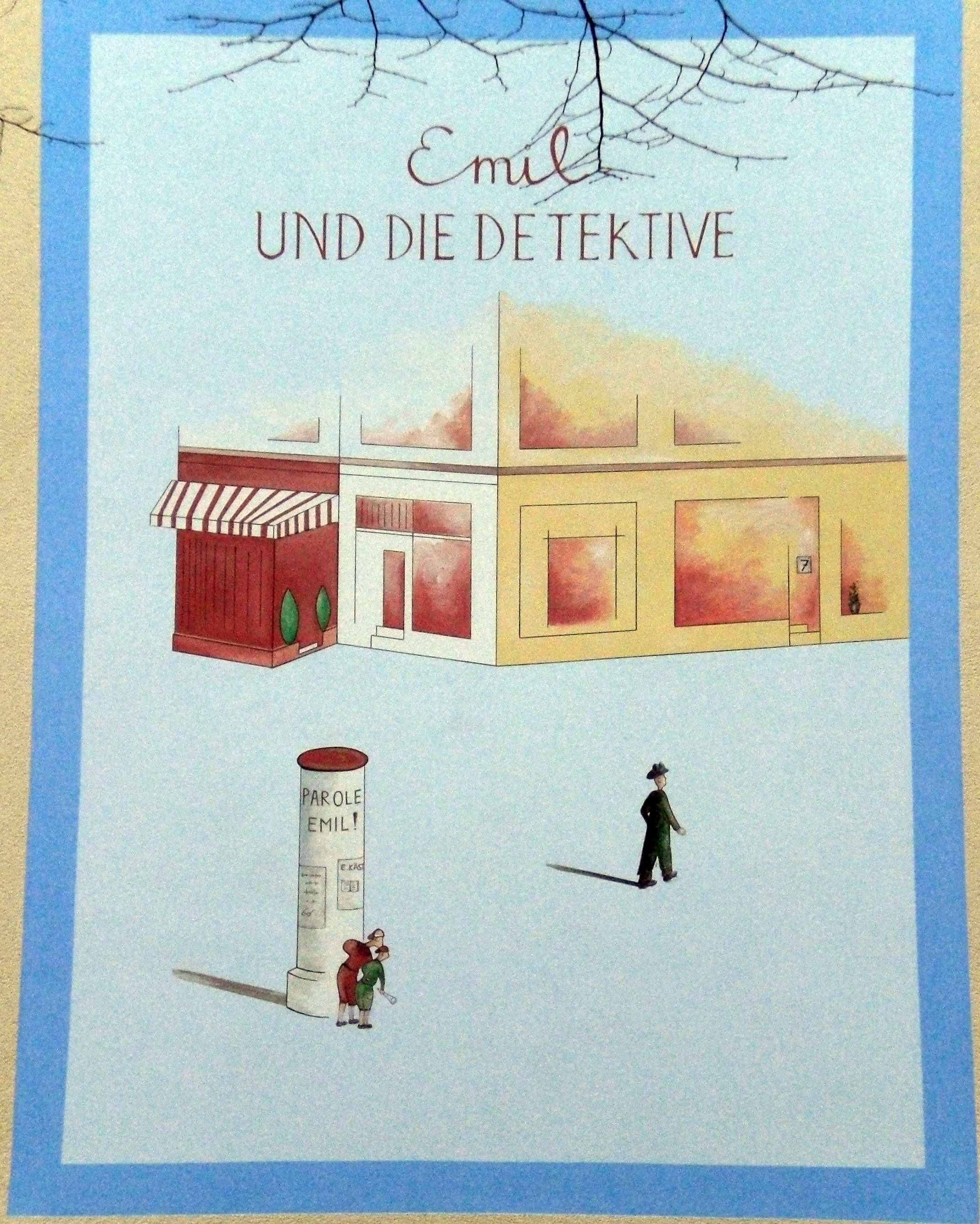
„Emil und die Detektive”

Această perioadă (până la sfârșitul Republicii de la Weimar) este cea mai productivă din cariera sa. În câțiva ani a ajuns una dintre cele mai importante figuri intelectuale din Berlin. A publicat poezii, reportaje, glose și recenzii în revista Periodika Berlins. A scris regulat ca și colaborator pentru diverse ziare precum Berliner Tageblatt și Vossische Zeitung și în revista Die Weltbühne. Editorii Hans Sarkowicz și Franz Josef Görtz i-au mulțumit pentru că le-a dăruit în 10 ani (1923 - 1933) mai mult de 350 de articole (numărul poate fi chiar mai mare).
In 1928 a publicat prima lui carte „Herz auf Taille”, o colecție de poezii din timpul când era la Leipzig. Până în 1933 au mai urmat încă trei volume de poezii. În același an a apărut revista pentru copii „Kinderzeitung von Klaus und Kläre”. Sub pseudonimul „Klaus und Kläre” a publicat aproape 200 de articole - povestiri, poezii, ghicitori.
În octombrie 1929 a apărut cartea „Emil und die Detektive” („Emil și detectivii”), cea mai celebră carte pentru copii a sa. Povestea cu detectivii a provenit dintr-o recomandare a lui Edith Jacobsohn. Cartea a fost vândută în două milioane de exemplare, tradusă în 59 de limbi și ecranizată

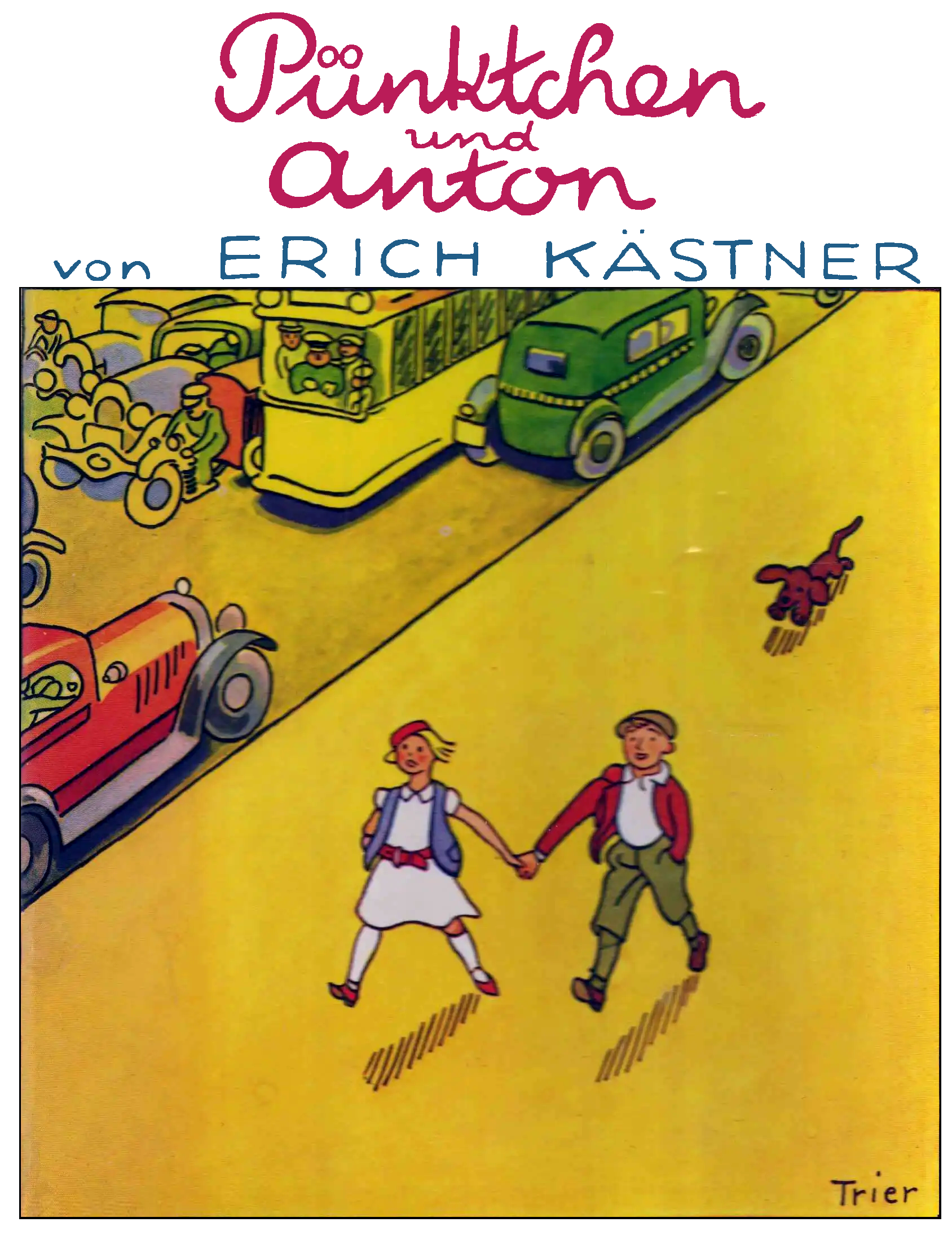
„Pünktchen und Anton”

„Pünktchen und Anton” (1931) și „Das fliegende Klassenzimmer” (1933, „Clasa zburătoare”) au fost în următorii ani alte două foarte cunoscute cărți pentru copii. Aceste cărți au avut foarte mult succes și datorită ilustrațiilor făcute de Walter Trier.
Varianta din 1931 a lui Gerhard Lamprecht a filmului „Emil und die Detektive”  a avut de asemenea un mare succes. Cu toate acestea Erich Kästner nu a fost de acord cu scenariul. Ca rezultat, el a lucrat ca scenarist pentru  studiourile de la Babelsberg.
In 1931 a publicat singurul lui roman cult -  „Fabian – Die Geschichte eines Moralisten”.
Între 1927 și 1931 Erich Kästner a locuit pe strada Prager numărul 17 (astăzi numărul 6)] în Berlin–Wilmersdorf. După aceea până în februarie 1944 pe Roscherstraße numărul 16 în Berlin-Charlottenburg.

### Perioada dictaturii naziste - Berlin (1933 - 1945)
Spre deosebire de aproape toți colegii lui, Kästner nu a emigrat după ce naziștii au ajuns la putere la 30 ianuarie 1933. A plecat pentru o scurtă perioadă de timp la Meran, Tirolul de Sud, unde și-a întâlnit câțiva colegi, apoi s-a întors la Berlin. În biografia sa, Kästner justifică acest pas, motivând că a fost reporter. Un alt motiv invocat a fost acela că nu a vrut să-și  lase singură mama. 
În epigrama „Un răspuns necesar la întrebări incomode” (germană Notwendige Antwort auf überflüssige Fragen), din: Kurz und bündig, a lăsat chiar el însuși un răspuns:

Ich bin ein Deutscher aus Dresden in Sachsen.
Mich läßt die Heimat nicht fort.
Ich bin wie ein Baum, der – in Deutschland gewachsen –
wenn’s sein muss, in Deutschland verdorrt.

(Sunt un german din Dresda în Saxonia.
Locul natal nu mă lasă să plec.
Sunt ca un copac care, crescut în Germania,
dacă trebuie, tot în Germania se usucă.)

În poeziile „Herz auf Taille” (1928), Informatorul (germană „Ein Mann gibt Auskunft” (1930), Cântând între scaune germană „Gesang zwischen den Stühlen” (1932) și în romanul satiric Fabian (1931) critică morala burgheză, militarismul și fascismul. Este prima dată arestat în 1933.
Kästner a fost arestat de mai multe ori de gestapo, dar a fost mereu eliberat. În final a fost exclus din Asociația Scriitorilor iar cărțile sale au fost interzise. Multe dintre cărțile lui au fost arse în public, chiar în prezența sa.
În Elveția a publicat romane de divertisment (de exemplu, Drei Männer im Schnee în 1934).
În 1942, sub pseudonimul Berthold Bürger, a publicat scenariul după cartea Münchhausen.  După distrugerea apartamentului în bombardamentul aliaților din februarie 1944, se căsătorește cu Luiselotte Enderle (1908-1991). Soția i-a servit ca model pentru personajul Luiselotte, mama gemenelor din „Das doppelte Lottchen”.
În 1945 a plecat la Mayrhofen (Tirol) cu un echipaj de film. Acolo a trăit sfârșitul războiului.

### După război - München (1945 - 1974)

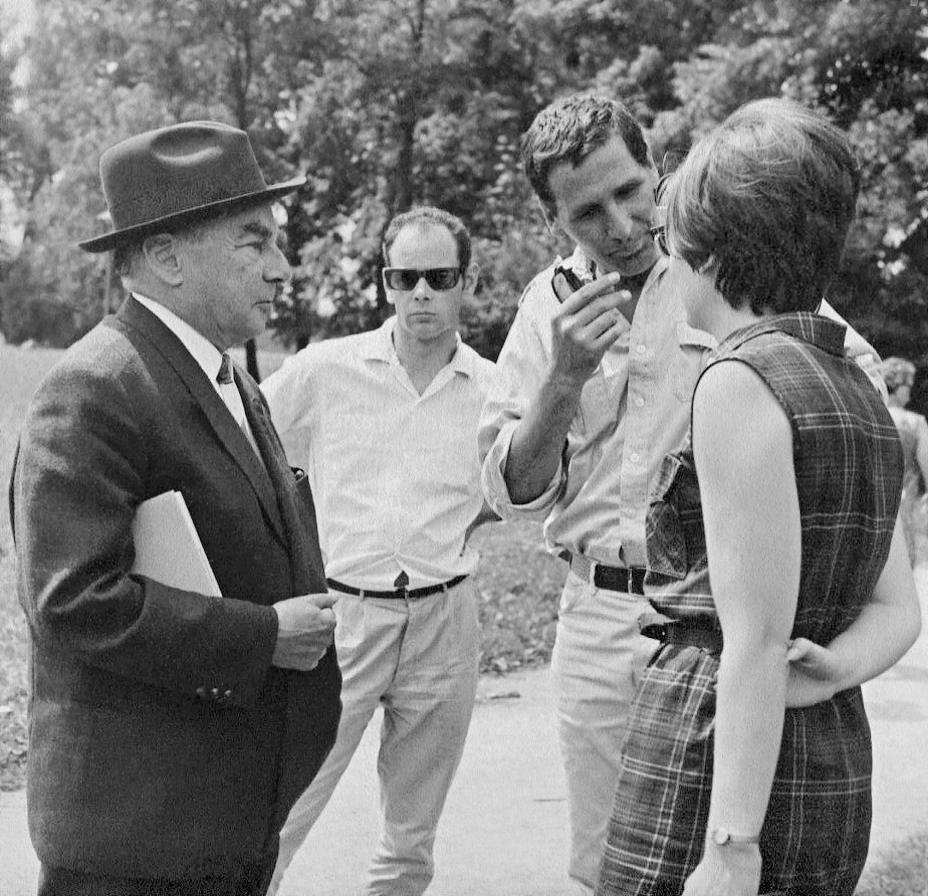
Erich Kästner (stânga) în 1968

După sfârșitul războiului, până în 1948, Kästner locuiește la München unde lucrează la foiletonul ziarului „Neuer Zeitung” și la revista pentru copii și tineret „Pinguin”. În acest timp este participant activ la cabaret-ul literar Die Schaubude. Din 1951 începe să lucreze la radio și pentru teatrul de cabaret „Die kleine Freiheit”. În această perioadă au apărut numeroase cântece, episoade de foileton, discuri, interviuri. S-a vorbit despre național-socialism despre război și despre realitățile din Germania distrusă de război.
Sunt de menționat: „Marschlied”, „Das Deutsche Ringelspiel” și cartea pentru copii „Conferința animalelor” (germană Die Konferenz der Tiere).
În tot acest timp, cărțile lui Kästner s-au vândut foarte bine și s-au tradus în multe limbi. Două dintre cărțile lui Kästner - Emil und die Detektive și Das doppelte Lottchen au atras atenția lui Walt Disney. În anii '60 studiourile Disney au făcut două filme în limba engleză Emil and the Detectives (1964) și The Parent Trap (1961 și 1998) care l-au făcut celebru pe autor. Scriitorul a avut un copil în afara căsătoriei, Thomas Kästner (născut în  1957).
După 1963 și-a reluat activitățile de scriitor. Practic s-a reînnodat firul romanelor publicate în timpul Republicii de la Weimar. A dedicat fiului său ultimele sale cărți pentru copii („Der kleine Mann” (1963) și „Der kleine Mann und die kleine Miss” (1967)). Filmul făcut după Fabian a apărut in 1980, după moartea scriitorului.
În 1977, după moartea sa, Louiselotte Enderle a publicat „Scrisorile din Ticino” o colecție de scrisori ale lui Kästner către Thomas și mama sa (Friedel Siebert).
Cu puțin timp înainte de moarte, în iulie 1974,  scriitorul a fondat „Erich Kästner Kinderdorf”, o școală pentru ajutorarea copiilor handicapați.
A decedat pe data de 29 iulie 1974 (75 ani), la clinica Neuperlach  și a fost înmormântat la cimitirul Bogenhausen în München-Bogenhausen.
În 1999 Germania a aniversat 100 de ani de la nașterea scriitorului. Au avut loc activități omagiale atât la Berlin cât și la München. Poșta Germană a tipărit un timbru aniversar.

## Opera
- Herz auf Taille, Leipzig/ Wien, C.Weller, 1928.
- Emil und die Detektive, Un roman pentru copii. Ilustrat de Walter Trier. Berlin-Grunewald: Williams & Co, 1929
- Lärm im Spiegel, Leipzig/ Wien, C.Weller, 1929
- Leben in dieser Zeit, 1929
- Ein Mann gibt Auskunft, Stuttgart, Berlin: Deutsche Verlags-Anstalt 1930
- Das letzte Kapitel, 1930
- Ballade vom Nachahmungstrieb, 1930
- Arthur mit dem langen Arm, O carte ilustrată de Erich Kästner și Walter Trier. Berlin-Grunewald: Williams & Co 1930
- Das verhexte Telefon, O carte ilustrată de Erich Kästner și Walter Trier. Berlin-Grunewald: Williams & Co 1930
- Pünktchen und Anton,  Un roman pentru copii. Ilustrat de Walter Trier. Berlin-Grunewald: Williams & Co, 1931
- Pünktchen und Anton, Un rezumat al romanului cu același nume. Berlin-Halensee: Chronos 1931
- Emil und die Detektive, O piesă de teatru pentru copii, Berlin: Chronos 1932
- Der 35. Mai oder Konrad reitet in die Südsee, Ilustrată de Walter Trier, Berlin-Grunewald: Williams & Co 1932
- Fabian. Die Geschichte eines Moralisten, Der Taschenbuchverlag 1931
- Gesang zwischen den Stühlen, 1932
- Das fliegende Klassenzimmer, Un roman pentru copii. Ilustrat de Walter Trier (10 ilustrații). Stuttgart: Friedrich Andreas Perthes, 1933
- Drei Männer im Schnee, 1934
- Emil und die drei Zwillinge. Istoria lui Emil și a detectivilor. Ilustrat de Walter Trier. Basel; Wien; Mährisch-Ostrau: Atrium, 1935
- Die verschwundene Miniatur, 1935
- Doktor Erich Kästners Lyrische, Hausapotheke, 1936
- Der Zauberlehrling, 1936
- Georg und die Zwischenfälle (Der kleine Grenzverkehr), 1938
- Till Eulenspiegel. Elf seiner Geschichten, Repovestită de Erich Kästner; Ilustrat de Walter Trier (10 ilustrații color). Basel; Wien; Mährisch-Ostrau: Atrium, 1938
- Kurz und bündig (Epigrame), Wien: Atrium, 1948
- Das doppelte Lottchen, Un roman pentru copii. Ilustrat de Walter Trier. Zürich: Atrium, 1949
- Die Konferenz der Tiere, după o idee a lui Jella Lepman. Ilustrat de Walter Trier. Zürich; Wien; Konstanz: Europa-Verlag, 1949
- Die dreizehn Monate, 1955
- Die Schule der Diktatoren, 1957
- Als ich ein kleiner Junge war, Cu desene de Horst Lemke. Zürich: Atrium, 1957
- Die Ballade vom Nachahmungstrieb, 1959
- Münchhausen, Un scenariu de film. Frankfurt/M.: Fischer Bücherei, 1960
- Notabene 45, 1961
- Das Schwein beim Friseur und anderes, Coperta și ilustrațiile: Horst Lemke. Zürich: Atrium, 1962
- Der kleine Mann, Coperta și ilustrațiile: Horst Lemke. Zürich: Atrium, 1963
- Der kleine Mann und die kleine Miss,  Coperta și ilustrațiile: Horst Lemke. Zürich: Atrium, 1967
- ...was nicht in euren Lesebüchern steht, 1968

## Opere publicate în limba română[23]
- Emil și detectivii (ediții în 1958, 1961 și în 1995, cu ISBN 973-9164-98-6)
- Emil și cei trei gemeni, Editura Tineretului (1963)
- 35 mai sau Konrad întreprinde o călătorie călare spre Oceanul Pacific (1968)
- Trusa lirică de prim ajutor, Editura Albatros (1978)
- Fabian (1970)
- Prichindelul (1970)
- Secretul celor două Lotte (1978, 1991)
- Secretul celor două fetițe (1995, ISBN 973-576-029-0)
- 35 mai sau Konrad pornește călare spre Mările Sudului, Editura RAO (1997), ISBN 973-576-101-7
- Clasa zburătoare, ISBN 978-606-788-522-4[24]

## Filme inspirate din opera sa
Scrierile lui Erich Kästner au inspirat mai mult de 40 de filme. Cele mai cumoscute sunt:
- 1931: Dann schon lieber Lebertran – Regia: Max Ophüls (cu Alfred Braun, Käthe Haack, Hannelore Schroth-Haack, Gert Klein...)
- 1931: Emil și detectivii (Emil und die Detektive) – Regia: Gerhard Lamprecht; scenariu: Billy Wilder (Billie Wilder) (cu Rolf Wenkhaus și Käthe Haack)
- 1935: Emil și detectivii (Emil and the Detectives) – Regia: Milton Rosmer
- 1936: Tři muži ve sněhu – Versiunea cehă a lui Drei Männer im Schnee
- 1936: Stackars miljonärer – Versiunea suedeză a lui Drei Männer im Schnee
- 1938: Paradise for Three – Regia: Edward Buzzell (cu Robert Young, Mary Astor și Sig Ruman)
- 1940: Frau nach Maß – Regia: Helmut Käutner (cu Hans Söhnker)
- 1943: Münchhausen – Regia: Josef von Báky, Scenariul: Erich Kästner(sub pseudonimul Berthold Bürger) (cu Hans Albers și Brigitte Horney)
- 1943: Der kleine Grenzverkehr – Regia: Hans Deppe (cu Willy Fritsch)
- 1950: Dubla Lotte (Das doppelte Lottchen) – Regia: Josef von Báky (cu Isa și Jutta Günther)
- 1953: Twice upon a Time – Regia: Emeric Pressburger (versiunea engleză a lui Das doppelte Lottchen)
- 1953: Pünktchen und Anton – Regia: Thomas Engel (cu Hertha Feiler, Paul Klinger și Jane Tilden)
- 1954: Emil și detectivii (Emil und die Detektive) – Regia: Robert A. Stemmle (cu Peter Finkbeiner și Heli Finkenzeller)
- 1954: Das fliegende Klassenzimmer – Regia: Kurt Hoffmann (cu Paul Dahlke, Paul Klinger și Erich Ponto)
- 1955: Drei Männer im Schnee – Regia: Kurt Hoffmann (cu Paul Dahlke, Günther Lüders, Claus Biederstaedt și Nicole Heesters)
- 1961: Capcană pentru părinți (The Parent Trap) – Regia: David Swift (cu Maureen O'Hara – versiunea americană a lui Das doppelte Lottchen)
- 1963: Liebe will gelernt sein – Regia: Kurt Hoffmann (cu Martin Held, Barbara Rütting și Götz George)
- 1964: Emil și detectivii (Emil and the Detectives) – Regia: Peter Tewksbury (cu Walter Slezak și Heinz Schubert)
- 1969: Konferenz der Tiere – desene animate (desenate de Curt Linda)
- 1973: Das fliegende Klassenzimmer – Regia: Werner Jacobs (cu Joachim Fuchsberger și Heinz Reincke)
- 1974: Drei Männer im Schnee – Regia: Alfred Vohrer (cu Klaus Schwarzkopf, Roberto Blanco, Thomas Fritsch și Susanne Uhlen)
- 1980: Fabian – Regia: Wolf Gremm (cu Hans Peter Hallwachs)
- 1994: Charlie & Louise – Das doppelte Lottchen – Regia: Joseph Vilsmaier (cu Corinna Harfouch și Heiner Lauterbach în rolurile Fritzi și Floriane Eichhorn)
- 1995: It Takes Two (Eins und eins macht vier) – Regia: Andy Tennant cu Ashley și Mary-Kate Olsen – o altă versiune a lui Das doppelte Lottchen)
- 1998: Ein Zwilling kommt selten allein (The Parent Trap) – Regia: Nancy Meyers (cu Dennis Quaid, Lindsay Lohan – încă o versiune americană  a lui Das doppelte Lottchen)
- 1999: Pünktchen und Anton – Regia: Caroline Link (cu Juliane Köhler, August Zirner și Meret Becker)
- 2001: Emil și detectivii (Emil und die Detektive) – Regia: Franziska Buch (cu Jürgen Vogel, Maria Schrader și Kai Wiesinger)
- 2003: Das fliegende Klassenzimmer – Regia: Tomy Wigand (cu Ulrich Noethen, Sebastian Koch și Piet Klocke)
- 2007: Das doppelte Lottchen (desene animate)

## Premii și distincții
- 1951: Filmband in Gold pentru cel mai bun scenariu al filmului Das doppelte Lottchen (primul premiu Filmband in Gold acordat vreodată)
- 1956: Premiul pentru literatură al orașului München
- 1957: Premiul Georg Büchner
- 1959: Ordinul de Merit al Republicii Federale Germania (germană Großes Bundesverdienstkreuz)
- 1960: Premiul Hans Christian Andersen
- 1968: Premiul Inelul Lessing (germană Lessing-Ring), împreună cu Premiul pentru literatură al Francmasoneriei Germane
- 1969: Filmband in Gold pentru excelenta carieră și impactul în filmul german
- 1970: Premiul Cultural de Onoare (germană Kultureller Ehrenpreis) al orașului München
- 1974: Moneda de aur (germană Goldene Ehrenmünze) a orașului München